# 柘植一雄
柘植 一雄（つげ かずお、1926年8月1日 - 1996年11月30日 ）は、日本の西洋史学者。専門は、古代ギリシャ史・ヘレニズム史。関西学院大学教授、文学部長、学長を歴任した。

## 略歴
1926年、広島県広島市生まれ。1948年、関西学院大学文学部神学科に入学するも、1951年に文学部史学科に転科する。粟野頼之祐に師事し、古代ギリシャ史・ヘレニズム史を専攻。同大学院博士課程を経て、1956年に文学部嘱託助手となり、1972年、教授に就任する。文学部長を歴任後、1989年から、学長を2期5年務めた。1995年3月に同大学退職。

## 著書
- 地中海世界（世界の歴史 / 筑摩書房編集部, 4） 筑摩書房, 1961.1
- 「古代史講座」(1965年)
- 「岩波講座世界歴史」(1969年)
- 「オリエント史講座」(前嶋信次, 杉勇, 護雅夫編集, 第3巻）(学生社、1982年)